# Стариково (село, Талдомский городской округ)
Старико́во — село в Талдомском районе Московской области России. Входит в состав сельского поселения Гуслевское. Население — 27 чел. (2010).
В Талдомском районе есть деревня с таким же названием, она расположена в 26 км северо-западнее и относится к сельскому поселению Темповое.

## География
Расположена в южной части района, примерно в 21 км к югу от центра города Талдома, на региональной автодороге Р112. Связана автобусным сообщением с районным центром и посёлками городского типа Вербилки и Запрудня. Ближайшие населённые пункты — село Новогуслево, деревни Батулино и Акишево.

## Население
| 1859 | 1905 | 1926 | 2002 | 2006 | 2010 |
| ---- | ---- | ---- | ---- | ---- | ---- |
| 283  | ↗341 | ↘334 | ↘23  | ↘21  | ↗27  |

## История
В «Списке населённых мест» 1862 года Стариково — владельческая деревня 2-го стана Александровского уезда Владимирской губернии по правую сторону реки Дубны, к югу от Нушпольского болота, при пруде и колодцах, в 75 верстах от уездного города, с 37 дворами и 283 жителями (113 мужчин, 170 женщин).
По данным 1905 года входила в состав Нушпольской волости Александровского уезда, проживал 341 человек, в деревне было 48 дворов.
Постановлением президиума Моссовета от 31 марта 1923 года вместе с частью селений Нушпольской волости была включена в состав Гарской волости Ленинского уезда Московской губернии.
По материалам Всесоюзной переписи населения 1926 года — центр образованного в 1925 году Стариковского сельского совета Гарской волости Ленинского уезда, проживало 334 жителя (162 мужчины, 172 женщины), насчитывалось 67 хозяйств, среди которых 45 крестьянских.
С 1929 года — населённый пункт в составе Ленинского района Кимрского округа Московской области, с 1930-го, в связи с упразднением округа, — в составе Талдомского района (ранее Ленинский район) Московской области.
До муниципальной реформы 2006 года — деревня Гуслевского сельского округа.
Постановлением Губернатора Московской области от 22 февраля 2019 года № 79-ПГ категория населённого пункта изменена с «деревня» на «село».